# Rottefella

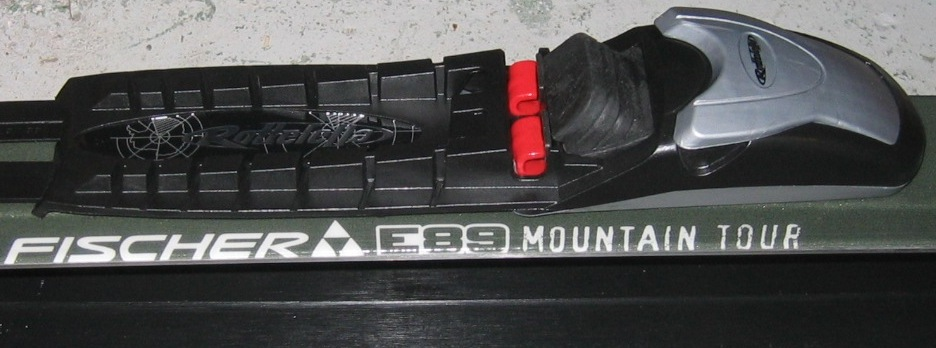
Vázací systém NNN firmy Rottefella.

Rottefella (ve volném překladu z norštiny znamená past na krysy) je norská firma se sídlem v obci Klokkarstua vyrábějící zejména lyžařské vázání. Nový druh vázání vymyslel v roce 1927 Bror With, to se pak stalo standardem po dobu následujících 50 let, dokud nebylo nahrazeno vázáním NNN.

## Rottefella NNN
Vázání Rottefella NNN (New Nordic Norm) určené pro běžky je v současnosti jednou ze dvou standardních norem na trhu, které nejsou vzájemně kompatibilní (tou druhou je systém SNS – Salomon Nordic System od francouzského výrobce Salomon). NNN disponuje dvěma úzkými vodícími lištami, které odpovídají prolisu v podrážkách lyžařských bot výrobců Rossignol, Alpina, Madshus, Peltonen, Karhu, Crispi, Garmont a Fischer. Je vyráběna buď ve šroubovací verzi nebo násuvné, která se zasune a nacvakne na desku NIS (Nordic Integrated System) na lyži. Systém NIS se již v lyžařském prostředí značně rozšířil.

## Partnerství
V roce 2007 uzavřela firma Rottefella partnerství s rakouským výrobcem lyží a lyžařské obuvi Fischer, která dříve používala konkurenční vázání Salomon SNS. Fischer tedy začal používat systém NNN.